# Cairn (Steinhügel)

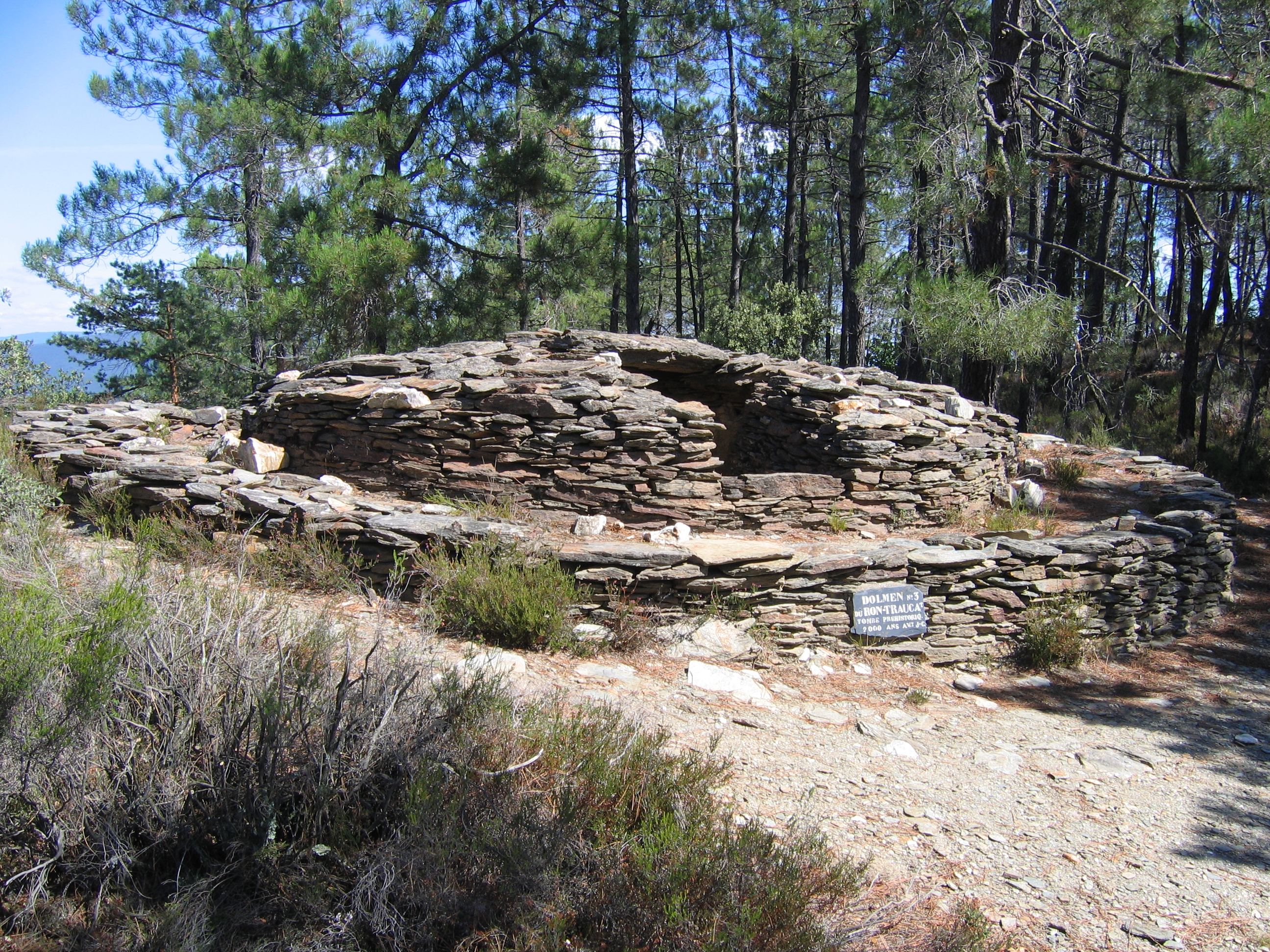
Dolmen von Ronc Traoucat, Frankreich

Cairn (von schottisch-gälisch: Steinmal) ist die auf den Britischen Inseln und ggf. in Frankreich benutzte Bezeichnung für einen künstlichen Hügel aus Bruchsteinen oder Geröll, mit dem Kammern einer steinzeitlichen Megalithanlage oder andere vorzeitliche Objekte wie Steinkisten umgeben und bedeckt wurden.
Die oft runden Hügel, die randlich mittels eines Steinkreises (Ring Cairn) aus Megalithen, Trockenmauerwerk oder (inzwischen vergangenen) hölzernen Pfählen gefasst wurden, haben auch komplexe Formen (Horned Cairns oder Lobster Cairns) wie die Cairns von Camster oder dreiarmige Formen. Es gibt Cairns wie die von Heapstown, Knocknarea oder Keshcorran, bei denen mangels Ausgrabung unklar ist, welche Art von Megalithanlage sie bergen.

## Abgrenzung
Die zumeist neolithischen Cairns sind nicht zu verwechseln mit so genannten Steinmännern, Steinhaufen, die mitunter ebenfalls als Cairns bezeichnet werden. Grabhügel aus Erde heißen im Englischen barrow, im Französischen tumulus.

## Vorkommen

### Cairns der Britischen Inseln
Kammergräber (englisch Chambered Cairns) gibt es mit runder oder gestreckter Überhügelung, die eine während der Jungsteinzeit errichtete Megalithanlage bedeckt. Typischerweise ist die innenliegende randständige Kammer (auch mehrere Kammern) größer als eine Steinkiste und birgt Bestattungen, die entweder exkarnierte Knochen, Körpergräber oder Feuerbestattungen enthalten. Chambered Cairns kommen insbesondere in Schottland und Wales vor. Runden Formen, wie sie einer der Cairns von Camster bzw. die Clava Cairns zeigen, stehen unregelmäßige Formen wie die Gruppe der Clyde Tombs und der Court-Cairns gegenüber, die auch als horned bzw. heel-shaped (deutsch „absatzförmig“) oder D-förmig (Ormiegill North, Pettigarths Field) bezeichnet werden. Eine Gruppe ostschottischer Anlagen wird als chamberless Longcairns (deutsch „kammerlose Langhügel“) bezeichnet. Die Kammern dieser Anlagen waren, da mit steinzeitlichen Methoden verarbeitbare große Steine in diesem Landesteil nicht zur Verfügung standen, Pfahlbauten, wie sie auch im Kontext mit den englischen Barrows (Erdhügeln) vorkommen. Eine variantenreiche Form von Passage Tombs unter Cairns ist auf den nordschottischen Inseln vertreten. Bei den Passage Tombs finden sich mitunter auch Kombinationen von Stein- und Erdhügel. Die Waliser Anlagen sind in Langcairns (walis. Carneddau cellog hir) wie Capel Garmon und Rundcairns wie Bryn yr Hen Bobl zu unterscheiden. In Cornwall sind Roundcairns mit Steinkisten im Zentrum (Trewortha Cairn) häufig.

### Irische Insel
Es gibt über 500 Cairns in Irland. Die Cairns (A–M) von Carrowkeel im County Sligo und die etwa 30 zum Teil mit Felsritzungen versehenen Cairns von Loughcrew im County Meath sowie jene auf dem Slieve Gullion sind rund bis oval. Die Cairns von Heapstown und Knocknarea im County Sligo gehören zu den größten in Irland. Lange, komplex gestaltete Cairns haben die meisten der primär in der Nordhälfte der Insel verbreiteten Court tombs. Einen keilförmigen Hügel haben die frühbronzezeitlichen Wedge tombs (Keilgräber). Hier sind es oft sehr kurze Steinhügel, die an der geraden oder konkaven Zugangsseite der Anlage eine aus größeren Steinen errichtete Schaufassade (forecourt) besitzen.
Auf der Osthälfte der irischen Insel sind überwiegend Erdhügel anzutreffen. Der wohl bekannteste enthielt die Steinkiste von Linkardstown und ist bronzezeitlich. Aber auch eine Anzahl von Portal tombs war wahrscheinlich von Erdhügeln bedeckt.

### Frankreich
In Frankreich bezeichnet man mit Cairn (oder Galgal) Steinsetzungen unterschiedlicher Art. Der Ort Carnac, wo auch etwa 3000 Menhire stehen, leitet seinen Namen von dem gleichbedeutenden bretonischen Wort Carn ab. Daneben gibt es hier den Begriff Tumulus (plur. Tumuli), der primär aus Erde aufgeschüttete Rund- oder Langhügel bezeichnet, die eine oder mehrere Megalithanlagen (Dolmen) unterschiedlicher Typen enthalten können (zum Beispiel der Tumulus von Kercado).

### Italien
In Apulien heißen die bis zu 10 m hohen Steinhügel, die dort zeitlich nicht genau einzuordnen sind, Specchie.

### Skandinavien
Eine bronzezeitliche Variante der Cairns sind die skandinavischen Röser (Röjr), die vor allem in Schweden endneolithische Steinkisten bedecken.